# Iroquois (Dakota Południowa)
Iroquois – miasto w Stanach Zjednoczonych, w stanie Dakota Południowa, w hrabstwie Beadle.